# Lista de aeroportos de Pernambuco
Lista de aeroportos de Pernambuco, constando o nome oficial do aeroporto, o código IATA e/ou o código ICAO e o município onde tal aeroporto se encontra:

## Internacional
Federais Infraero
- Aeroporto Internacional Gilberto Freyre (IATA: REC, ICAO: SBRF) - Recife
- Aeroporto Internacional Senador Nilo Coelho (IATA: PNZ, ICAO: SBPL) - Petrolina

## Regionais
Municipais
- Aeroporto Regional do Araripe (IATA: JAW, ICAO: SNAB) - Araripina
- Aeroporto de Arcoverde (IATA: ***, ICAO: SNAE) - Arcoverde
- Aeroporto de Caruaru (IATA: CAU, ICAO: SNRU) - Caruaru
- Aeroporto de Fernando de Noronha (IATA: FEN, ICAO: SBFN) - Fernando de Noronha
- Aeroporto de Garanhuns (IATA: QGP, ICAO: SNGN) - Garanhuns
- Aeroporto de Pesqueira (IATA: ***, ICAO: SNPQ) - Pesqueira
- Aeroporto de Salgueiro (IATA: ***, ICAO: SNSG) - Salgueiro
- Aeroporto de Serra Talhada (IATA: SET, ICAO: SNHS) - Serra Talhada

## Outros aeroportos
Privados
- Aeródromo Coroa do Avião (IATA: ***, ICAO: SIFC) - Igarassu
- Aeródromo Destilaria São Luiz (IATA: ***, ICAO: SJZC) - Maraial
- Aeródromo Fazenda Lagoa do Cavalo (IATA: ***, ICAO: SDWI) - Gravatá
- Aeródromo Fernando João Pereira dos Santos Filho (IATA: ***, ICAO: SJCH) - Brejo da Madre de Deus
- Aeródromo Itapessoca (IATA: ***, ICAO: SIPE) - Goiana
- Aeródromo José Múcio Monteiro (IATA: ***, ICAO: SIRF) - Rio Formoso
- Aeródromo Recanto dos Mouras (IATA: ***, ICAO: SIYN) - Afogados da Ingazeira
- Aeródromo Usina Central Barreiros (Extinto) - Barreiros